# Dolichopentas decora
Dolichopentas decora là một loài thực vật có hoa trong họ Thiến thảo. Loài này được (S.Moore) Kårehed & B.Bremer mô tả khoa học đầu tiên năm 2007.